# Return on Education
Der Return on Education (ROE), auch Returns on Schooling, ist eine Messgröße, welche das Verhältnis zwischen Gewinn und Investitionen einer Aus- oder Weiterbildung beschreibt. Eine ähnliche Größe findet man im Wirtschaftsbereich, den Return on Investment (ROI). Dabei darf die Abkürzung ROE nicht mit dem in den Wirtschaftswissenschaften verwendeten Begriff Return on Equity verwechselt werden. Ein verwandtes Konzept ist die Bildungsrendite, der prozentuale Zugewinn an Arbeitseinkommen, den eine Person durch zusätzliche Bildungsmaßnahmen erreicht.
In einer einfachen Formel zur Berechnung des Return on Education in Prozent werden dem Nutzen die Kosten gegenübergestellt.
{\displaystyle {\text{ROE}}={\frac {{\text{Nutzen}}-{\text{Kosten}}}{\text{Kosten}}}\cdot 100\,\%}
Aber anders als beim Return on Investment sind im Bildungsbereich die Faktoren, welche zu einer bestimmten Leistung oder Wirkungen beitragen, oft nicht eindeutig zu bestimmen. Faktoren wie Motivation, Leistungsbereitschaft oder verbesserte Lernkultur sind schwierig zu quantifizieren oder in monetäre Größen umzurechnen, obwohl sie für eine Institution oder Firma langfristig eine wichtige Rolle spielen können.
Der ROE kann nach Geschlechtern unterschieden werden. So ergibt sich die Frage in Entwicklungsländern, wieso obschon der hohen ROE für Frauen, es so wenig öffentliche oder private Investitionen gibt. Besonders in den Ländern, in denen Frauen weniger Bildung als Männer erhalten, würde sich eine solche Investition lohnen. In einer Studie von Card (1999) wurde geschätzt, dass der ROE für Männer (die nicht der Haushaltsvorstand sind; für männliche Haushaltsvorstände 10–12 %) etwa 5 % beträgt, wohingegen er für Frauen bei etwa 15 % lag.
Nach Gröhbiel können drei Ebenen von Nutzen und Kosten unterschieden werden:
- Monetäre Ebene
- Quantifizierbare Ebene
- Nicht quantifizierbare Ebene

|                       | Kosten                                                                                                 | Nutzen                                                                          |
| Monetär               | - Infrastrukturkosten - Entwicklungskosten - Supportkosten - Telekommunikationskosten                  | - Einnahmen aus Nachdiplomkursen - Geringere Opportunitätskosten                |
| Quantitativ           | - Lernzeit der Studierenden - Arbeitsbelastung der Dozierenden im Rahmen von bestehenden Lehraufträgen | - Bessere Leistungsbewertung in Prüfungen - Zunahme individueller Kommunikation |
| nicht quantifizierbar | - Angst vor Isolation - Angst vor Kontrollverlust                                                      | - Qualität der Studierendenbeiträge - Besserer Zugang zum Lehrangebot           |

Tabelle 1 (nach Urs Gröhbiel): Beispiele monetärer, quantitativer und nicht quantifizierbarer Kosten und Nutzen
Als nicht-monetärer Nutzen wird soziale Einbindung und Teilhabe erforscht. Vor diesen Hintergrund werden die ROE für Migranten und Nicht-Migranten unterschieden.